# 2018 aux Territoires du Nord-Ouest
Chronologie des Territoires du Nord-Ouest
- 2014
- 2015
- 2016
- 2017
- 2018
- 2019
- 2020
- 2021
- 2022

Cette page concerne des événements survenus en 2018 dans le territoire canadien des Territoires du Nord-Ouest.

## Politique
- Premier ministre : Bob McLeod (homme politique)
- Commissaire : Margaret Thom
- Législature :

## Événements
- 1 avril : le salaire minimum local passe de 12,50$ à 13,46$ par heure[1].

## Décès
- 13 mai, Margot Kidder, actrice et productrice.